# Rohloff

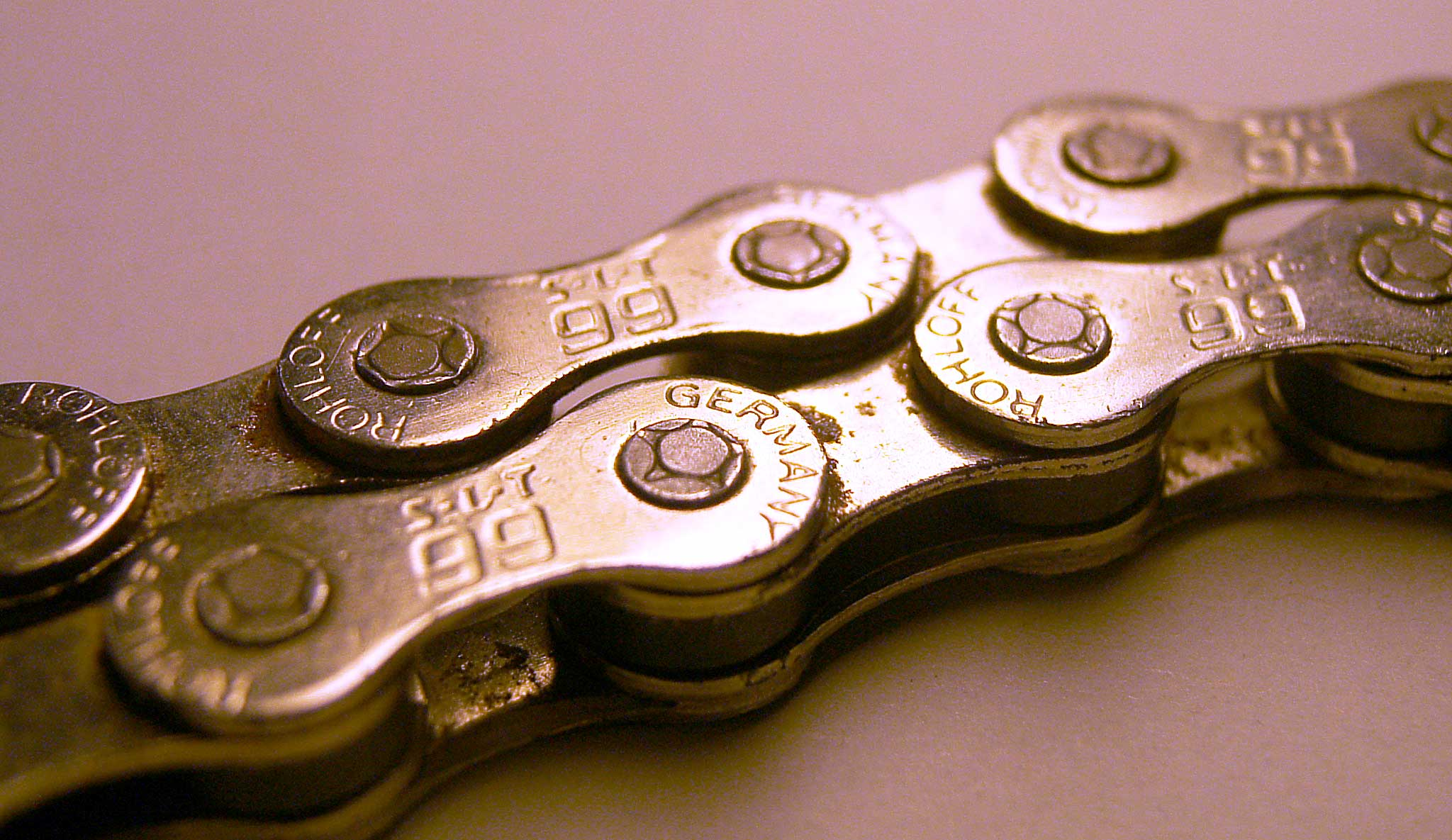
Detail van de SLT-99 ketting

Rohloff AG is een firma uit Fuldatal bij Kassel, die in 1986 is opgericht en begin jaren 90 bekend werd als fabrikant van de dure maar ook zeer hoogwaardige en degelijke fietsketting (type SLT-99). Het logo bestaat uit het silhouet van een zwarte raaf op een gele achtergrond.
Rohloff produceert per jaar 15.000 naafversnellingen (stand 2005), waarbij de Speedhub 500/14 de enige verkrijgbare naafversnelling met 14 versnellingen voor fietsen is.
Rohloff heeft 35 medewerkers (stand 2006).
Rohloff maakte ook een automatisch kettingsmeersysteem genaamd Lubmatic, en speciaal gereedschap zoals een kettingpons "Rohloff Revolver", een kettingslijtage-meter en een bijpassende biologisch afbreekbare kettingolie Oil of Rohloff.